# Jet Geyser
Jet Geyser est un geyser de type « cône » situé dans le Lower Geyser Basin dans le parc national de Yellowstone aux États-Unis.
Il fait partie du groupe de geysers Fountain qui inclut Fountain Geyser, Morning Geyser, Red Spouter et Silex Spring et est facilement accessible puisque situé à proximité d'une route du parc et le long d'une promenade.
Jet entre généralement en éruption en séries de longue durée. Durant celles-ci, les éruptions sont relativement fréquentes et durent moins d'une minute. Son comportement est influencé par Fountain Geyser situé à proximité et beaucoup plus gros. Les éruptions de Jet se produisent généralement toutes les 7 à 30 minutes, la fréquence augmentant à l'approche d'une éruption de Fountain. Pendant la plupart des éruptions de Fountain, Jet entre en éruption toutes les 2 à 3 minutes. Une fois Fountain inactif, Jet s'arrête généralement. Jet commence souvent une nouvelle série d'éruptions entre les éruptions de Fountain, en général au milieu de l'intervalle.
Jet est un geyser de type « cône » ayant au moins cinq évents qui giclent l'eau dans différentes directions (vertical, incliné et sous-horizontal). Les évents produisent des quantités variables d'eau et de vapeur pendant environ 0,25 à 1 minute. L'eau de l'évent central atteint généralement 6 m lors d'une éruption,.